# Paul Staes
Paul Staes, né le 3 décembre 1945 à Berchem et mort le 13 novembre 2024 à Schoten, est un homme politique belge flamand, membre du OpenVLD, ex-membre du CVP, ex-membre d'Agalev. Il est député de 1984 à 1994, puis sénateur de 1995 à 1999.

## Mandats
- 1984-1994 : député européen pour Agalev
- 1995-1999 : sénateur belge pour le CVP